# 川滇米口袋
川滇米口袋（学名：Gueldenstaedtia delavayi），为豆科米口袋属下的一个植物变型。